# 宝石みのわ
宝石みのわ（ほうせきみのわ）は、新潟県新潟市中央区の宝石販売会社。

## 概要
新潟県内ではテレビ・ラジオ番組のスポンサーとして様々なローカルコマーシャルメッセージを流している。
特に「みのわ、みのわ、宝石みのわ」と拳を突き上げて連呼するユニークなテレビCMで知られ、社長が家族で登場するこの自社CMは新潟県内において知名度が高く、ゆず、DREAMS COME TRUE、奥田民生などの有名アーティストが新潟でのライブにおいて会場を盛り上げるためにコールアンドレスポンスをしたこともある。
2020年には、日清食品による、大坂なおみ・錦織圭・八村塁が出演する地方CMとのコラボCMにおいて、新潟県では宝石みのわとのコラボレーションCMが放送された。

## 歴史
- 1978年（昭和53年） - 東京で卸問屋として独立
- 1982年（昭和57年） - 千葉県船橋市において「有限会社みのわ」が設立される
- 1983年（昭和58年）- 新潟市笹口（現中央区笹口）に小売部が開設される
- 1985年（昭和60年）- 新潟市女池（現中央区女池）において「株式会社みのわ」が設立される
- 1994年（平成6年） - 自社ビルが新潟市米山（現中央区米山）に完成
- 2010年（平成22年） -　姉妹店である「ジェンメオミィム」を開設